# Chicago Bruins
I Chicago Bruins furono una squadra professionistica di pallacanestro con sede a Chicago. Fondata da George Halas, giocò dapprima in American Basketball League, e successivamente in National Basketball League.

## Storia
I Bruins vennero fondati nel 1925 da George Halas per partecipare alla neonata American Basketball League (ABL), lega che cessò di esistere nel 1931. Anche i Bruins scomparvero, ma vennero rifondati dallo stesso Halas nel 1939 con la nascita della National Basketball League. Nel 1942 la squadra cessò definitivamente di esistere.
La squadra chiuse al secondo posto il World Professional Basketball Tournament del 1940, alle spalle degli Harlem Globetrotters.
Uno dei più celebri giocatori dei Bruins fu John Russell, membro del Naismith Memorial Basketball Hall of Fame.

## Stagioni
| Stagione | Lega | Denominazione  | V  | P  | %    | Piazzamento | Play-off |
| -------- | ---- | -------------- | -- | -- | ---- | ----------- | -------- |
| 1939-40  | NBL  | Chicago Bruins | 14 | 14 | 50,0 | 3º          | -        |
| 1940-41  | NBL  | Chicago Bruins | 11 | 13 | 45,8 | 5º          | -        |
| 1941-42  | NBL  | Chicago Bruins | 8  | 15 | 34,8 | 6º          | -        |